# Syneches boettcheri
Syneches boettcheri är en tvåvingeart som beskrevs av Frey 1938. Syneches boettcheri ingår i släktet Syneches och familjen puckeldansflugor. Inga underarter finns listade i Catalogue of Life.